# Сиготье
Сиготье́ (фр. Sigottier, окс. Sigotier) — коммуна во Франции, находится в регионе Прованс — Альпы — Лазурный Берег. Департамент коммуны — Верхние Альпы. Входит в состав кантона Сер. Округ коммуны — Гап.
Код INSEE коммуны — 05167.

## Население
Население коммуны на 2008 год составляло 69 человек.
| 1962 | 1968 | 1975 | 1982 | 1990 | 1999 | 2008 |
| ---- | ---- | ---- | ---- | ---- | ---- | ---- |
| 81   | 81   | 66   | 57   | 69   | 74   | 69   |

## Экономика

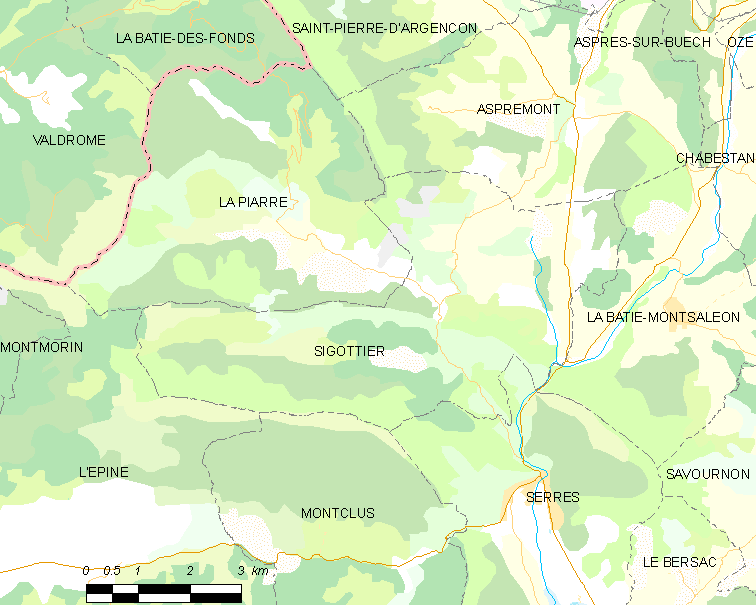
Карта коммуны

В 2007 году среди 43 человек в трудоспособном возрасте (15—64 лет) 36 были экономически активными, 7 — неактивными (показатель активности — 83,7 %, в 1999 году было 74,5 %). Из 36 активных работали 34 человека (19 мужчин и 15 женщин), безработными были 2 мужчин. Среди 7 неактивных 2 человека были учениками или студентами, 3 — пенсионерами, 2 были неактивными по другим причинам.